# Estudis d'usuaris
Estudis d'usuaris són un dels principals camps de recerca de l'estudi del comportament informacional. Generalment s'inscriuen en l'àmbit de la Biblioteconomia i de la Informació i Documentació.
Un dels objectius principals dels estudis d'usuaris és el comportament de les persones en la seva relació amb la informació. Analitzen els hàbits i les pràctiques dels usuaris i també el seu grau de satisfacció envers la qualitat dels serveis de les unitats d'informació, com ara biblioteques, arxius i centres de documentació.
La satisfacció dels usuaris constitueix una de les prioritats de les unitats d'informació. D'aquí la importància dels estudis d'usuaris, ja que l'anàlisi del seu comportament i de les seves valoracions serviran de base per tal de planificar o millorar els serveis que ofereixen les unitats informació.
Es tracta d'un tipus d'investigació que utilitza mètodes tant quantitatius (recollida de dades) i qualitatius (interpretació de les dades, elaboració de conclusions). A més del seu caràcter interdisciplinari, la rellevància dels estudis d'usuaris rau en el fet que s'aborden des de la perspectiva de l'experiència l'usuari en un context informacional determinat.

## Desenvolupament

### Evolució històrica
Els primers estudis d'usuaris daten de la dècada de 1950 i se centren
a estudiar el comportament informacional en l'àmbit de la investigació i la comunicació
científica. El 1968 Paisley va determinar els factors que determinen les necessitats d'informació dels científics experimentals.
A les dècades de 1970 i 1980, el Centre for Research in User Studies (CRUS), amb Thomas D. Wilson al capdavant, va fomentar la metodologia en els estudis d'usuaris, impulsant cursos de formació per a professionals i editant les primeres publicacions especialitzades. El 1973, Skelton va dur a terme l'estudi comparatiu de les necessitats
informatives entre els estudiosos de les ciències socials i els de les aplicades.
A la dècada del 1980 apareixen les primeres propostes teòriques en el camp del comportament informacional, el procés de cerca i els models de motivació per a la cerca d'informació. A partir de la dècada de 1990, a través de la producció i la difusió de coneixement científic a Internet, els teòrics i els gestors han mostrat cada vegada més interès pels estudis d'usuaris, fins al punt de considerar-los fonamentals en una època en què es calcula que la informació creix de forma exponencial.

### Estat de la qüestió
Als seus inicis, els estudis d'usuaris es van centrar en la
informació científica i els professionals de la investigació. Era un àmbit en
què el comportament de cerca i ús d'informació es trobava ben delimitat i era,
per tant, susceptible de convertir-se en objecte d'estudi.
Actualment, però, els estudis d'usuaris s'han estès a molts altres
àmbits de la societat i impliquen qualsevol persona que sigui usuària dels
serveis que ofereixen les unitats i els sistemes d'informació. La popularització d'Internet a partir de la dècada de 1990, i
el fet que hagi esdevingut una de les principals fonts d'informació, ha
repercutit significativament en la competència o alfabetització informacional.
De manera que en l'actualitat gairebé tothom pot ser considerat usuari, real o
potencial.
No obstant això, sembla que a Catalunya els estudis d'usuaris
s'han implementat tard i de forma irregular. En un article sobre els estudis
d'usuaris a les biblioteques universitàries catalanes, Carina Rey Martín afirma
que, encara l'any 1999, “els estudis de satisfacció d'usuaris com a mètode d'avaluació
estan poc desenvolupats i estan determinats per la gestió que es practica a les
biblioteques”.

## Objectius
Els estudis d'usuaris tenen en consideració diversos factors:
En primer lloc, cal conèixer el perfil dels usuaris i el seu comportament informacional en relació amb una determinada necessitat d'informació. En segon lloc, és necessari analitzar el grau de satisfacció dels usuaris envers el servei ofert per les unitats d'informació (biblioteques, arxius, centres de documentació).
El conjunt de les dades i valoracions obtingudes permetran, d'una banda, avaluar la qualitat dels serveis de les unitats d'informació, i d'una altra, realitzar les propostes de millora per tal de satisfer la necessitat informacional de l'usuari.
En aquest sentit, els estudis d'usuaris equivalen a avaluacions de la qualitat dels serveis, ja que els resultats es fonamentaran, en gran part, en la valoració dels usuaris.

## Metodologia
Amb independència de la tipologia dels usuaris i les
característiques de la unitat d'informació, s'estableixen tres fases: la recollida de dades, la interpretació
de les dades i la difusió.

### Recollida de dades
Les dades es poden recollir a través d'enquestes als usuaris. Cada
enquesta contindrà una sèrie de paràmetres sobre els usuaris i l'ús que fan del
servei, com ara el grau de satisfacció amb la col·lecció documental, el servei
personal del centre o els recursos tecnològics i les instal·lacions.
S'han d'elaborar una sèrie de preguntes, a les quals respondran els usuaris. Les preguntes han de ser directes, i les respostes es
poden facilitar a través d'una escala numèrica o de respostes opcionals. L'enquesta pot fer-se entre el conjunt dels usuaris que tenen trets homogenis
(segment de població) o se’n pot escollir una part representativa (mostra).
Exemple:
- Qüestionari realitzat als usuaris de les biblioteques públiques espanyoles.

### Avaluació de les dades
Aquesta fase, com l'anterior, ha de ser realitzada per
personal qualificat. El resultat és un conjunt de dades d'estadístiques descriptives.
Perquè sigui completa, s'ha d'acompanayar d'un informe que indiqui les
motivacions de l'estudi i que, a partir de la interpretació de les dades, elabori
una conclusió objectiva.
Exemples:
- “L'ús i la satisfacció dels usuaris de les biblioteques públiques en municipis de més de 30.000 habitants”.

- “Opiniones y actitudes de los usuarios de las bibliotecas públicas del Estado” Arxivat 2014-10-21 a Wayback Machine..

### Difusió de l'estudi
Finalment, un estudi d'usuaris no és una tasca d'ús individual o intern
d'una organització; ha de formar part d'un sistema municipal, autonòmic o
estatal. Per això es recomana fer-la pública entre els usuaris com a mostra que
la seva opinió és rellevant per al funcionament del servei.

## Tipologia
Els estudis d'usuaris combinen mètodes de tipus quantitatiu i qualitatiu i constitueixen un
camp interdisciplinari on intervenen, entre d'altres, disciplines com les ciències
de la informació, la biblioteconomia, la documentació i les ciències socials.
El teòric i investigador Thomas D. Wilson defensa la consideració de les
ciències de la informació com a ciència social, tant per la innegable dimensió
social de la informació com per l'ús de mètodes propis de les ciències socials
(qüestionaris, entrevistes, estadístiques).

### Àmbits
Els estudis d'usuaris es realitzen en àmbits i escales molt
diverses. D'una banda, trobem els estudis globals (el servei de les
biblioteques públiques d'un país), els estudis centrats en una unitat
d'informació o, fins i tot, en un servei determinat d'aquesta unitat (préstec,
referència, col·leccions, tecnologies, etc.). D'una altra banda, també podem
trobar estudis realitzats segons el segment d'edat dels usuaris (infants,
joves, adults o gent gran) o el seu nivell acadèmic (investigadors, estudiants,
professors).

### Paradigma
Encara que la satisfacció dels usuaris és una de les
prioritats de qualsevol servei d'informació, convé remarcar que l'enfocament d'aquests
estudis s'aborda des de la perspectiva de
l'usuari. Aquest tipus d'enfocament es desenvolupa de forma paral·lela a
l'aparició del paradigma informacional orientat a l'usuari, també anomenat “alternatiu” o “emergent”.
A diferència del paradigma “tradicional”, basat en els
aspectes formals i estructurals dels sistemes d'informació, aquesta perspectiva se centra en l'usuari, el qual és considerat un agent actiu i no un simple receptor en el procés informacional. El més
important és, doncs, l'estudi i la comprensió dels usuaris, de les seves pràctiques de
cerca i ús de la informació, en un context (social, històric, cultural, polític) determinat.